# Виборне
Ви́борне (рос. Выборное) — село у складі Вадінського району Пензенської області, Росія.
Населення — 277 осіб (2010; 279 у 2002).
Національний склад станом на 2002 рік:
- росіяни — 91 %